# Metanephrops boschmai
Metanephrops boschmai е вид ракообразно от семейство Омари (Nephropidae).

## Разпространение
Видът е разпространен в Австралия (Западна Австралия и Южна Австралия).